# Alena Saili
Alena Saili (Porirua, 13 de dezembro de 1998) é uma jogadora de rugby sevens neozelandesa, campeã olímpica. 

## Vida pessoal
Alena Saili nasceu em Porirua, em 13 de dezembro de 1998, filha de Maima Afutu e Sefo Saili. Quando tinha um ano de idade, mudou-se para o sul com sua família para Invercargill. Quando criança, ela assistiu sua mãe Maima jogar rugby no Collegiate Rugby Club em Invercargill. Maima passou a treinar times de escolas secundárias e provinciais. Em 2021, ela foi nomeada rangatahi (jovem) e oficial de desenvolvimento feminino da Southland District Rugby League. O primo de Alena Saili, Francis Saili, foi colocado para os Blues e os All Blacks, enquanto seu irmão Peter Saili foi colocado para os Blues.
Na escola secundária, ela jogou aeróbica, basquete, netball, rugby union, touch rugby e vôlei. Em janeiro de 2017, Saili foi membro do time de touch rugby feminino sub-20 da Nova Zelândia que jogou e perdeu seus três jogos contra a Austrália em uma série trans-Tasman. A Nova Zelândia perdeu todos os três jogos. Foi somente depois que seus treinadores sugeriram que ela deveria se concentrar em menos esportes que ela começou a se concentrar no rugby union. Ela jogou pelo primeiro time de rugby feminino da escola, do 9º ano até o 13º ano. Foi depois de jogar em um torneio de sevens do ensino médio que ela percebeu que amava mais esse formato.

## Carreira
No torneio regional de sevens da Ilha Sul, em dezembro de 2014, Saili, que atingiu o requisito de idade mínima ao completar 16 anos no dia do torneio, foi uma grande contribuidora para que a equipe feminina de Southland ficasse em terceiro lugar e, assim, atendesse aos critérios para jogar no torneio nacional de sevens de 2015.
Em janeiro de 2017, em seu primeiro ano após deixar o ensino médio, Saili se juntou à equipe nacional feminina de rugby sevens da Nova Zelândia com um contrato completo. Ela fez sua estreia aos 19 anos em Sydney. No início de 2018, ela recebeu novamente um contrato de 12 meses com a equipe sevens. Ela foi membro da equipe Black Ferns que ganhou uma medalha de ouro nos Jogos da Commonwealth de 2018. Ela integrou a seleção nos Jogos Olímpicos de Verão de 2020 em Tóquio, quando conquistou a medalha de ouro após derrotar a equipe francesa na final por 26–12.
Em 20 de junho de 2024, foi anunciado que ela havia sido selecionada como membro da equipe feminina de rugby sevens da Nova Zelândia para as Olimpíadas de Paris.